# Certificat d'enseignement secondaire supérieur
 (novembre 2021).
Le Certificat d'enseignement secondaire supérieur (CESS) est le diplôme de fin d'études secondaires du 3e degré de la Fédération Wallonie-Bruxelles (Belgique). Il est possible d'obtenir le CESS dans plusieurs séries ou sections : enseignement général, enseignement de transition, enseignement technique, enseignement artistique, ou enseignement professionnel ,.  
Ce certificat est le plus souvent délivré à des apprenants ayant suivi et réussi les six années de cours dans un établissement scolaire secondaire reconnu par la Fédération Wallonie-Bruxelles .
Il est également possible d'obtenir ce certificat en candidat libre, donc en réussissant les épreuves organisées par le Jury central . Un jury de professeurs est réuni par la Fédération Wallonie-Bruxelles pour faire passer les examens aux candidats. Les épreuves évaluent l'atteinte des objectifs requis par la FWB en 5e et 6e années, et sont organisées en trois groupes. Le premier groupe d'épreuves évalue les connaissances de Français et de Mathématiques du candidat. Les deuxième et troisième épreuves varient selon les options choisies .     
Les candidats se préparant aux examens du Jury central choisissent  généralement de se préparer à l'aide de l'Enseignement à distance, mais il existe aussi des écoles privées spécialisées dans la préparation à ces épreuves .     
Le Diplôme d'aptitude à accéder à l'enseignement supérieur (DAES) permet aux détenteurs d'un diplôme étranger, reconnu préalablement équivalent au CESS belge, de poursuivre, après réussite d'un examen dit de « maturité », des études universitaires pour lesquelles ils ne peuvent directement s'inscrire.

## Équivalence internationale
Le CESS  correspond au niveau 3 de la Classification internationale de type de l'éducation (CITE/ISCED 3). Il équivaut notamment au baccalauréat français.

## Annexe